# Cordillera de Khun Tan
La cordillera de Khun Tan (en idioma tailandés: ทิวเขาขุนตาน o, erróneamente ทิวเขาขุนตาล), es una cordillera que ocupa la región central del Norte de Tailandia. La mayor parte de la cordillera se encuentra en la provincia de Chiang Mai, en la parte oeste de la provincia de Chiang Rai, en la de Lampang y en la de Lamphun.
La composición geológica de la cordillera de Khun Tan es diferente de la de las cordilleras vecinas Thanon Thong Chai al oeste y de la de Daen Lao Range al norte. No hay rocas precambrianas en esta cordillera que, por lo tanto, no forma parte del sistema de montañas Shan. La geología de la cordillera Khun Tan es homogénea con la de les Montañas de Phu Phan más lejos, al este y algunas obras escolares le dan a la sierra el apodo de «montañas de Phu Phan Nam del oeste», incluyéndola en el sistema de cordillera de Phu Phan.

## Geografía

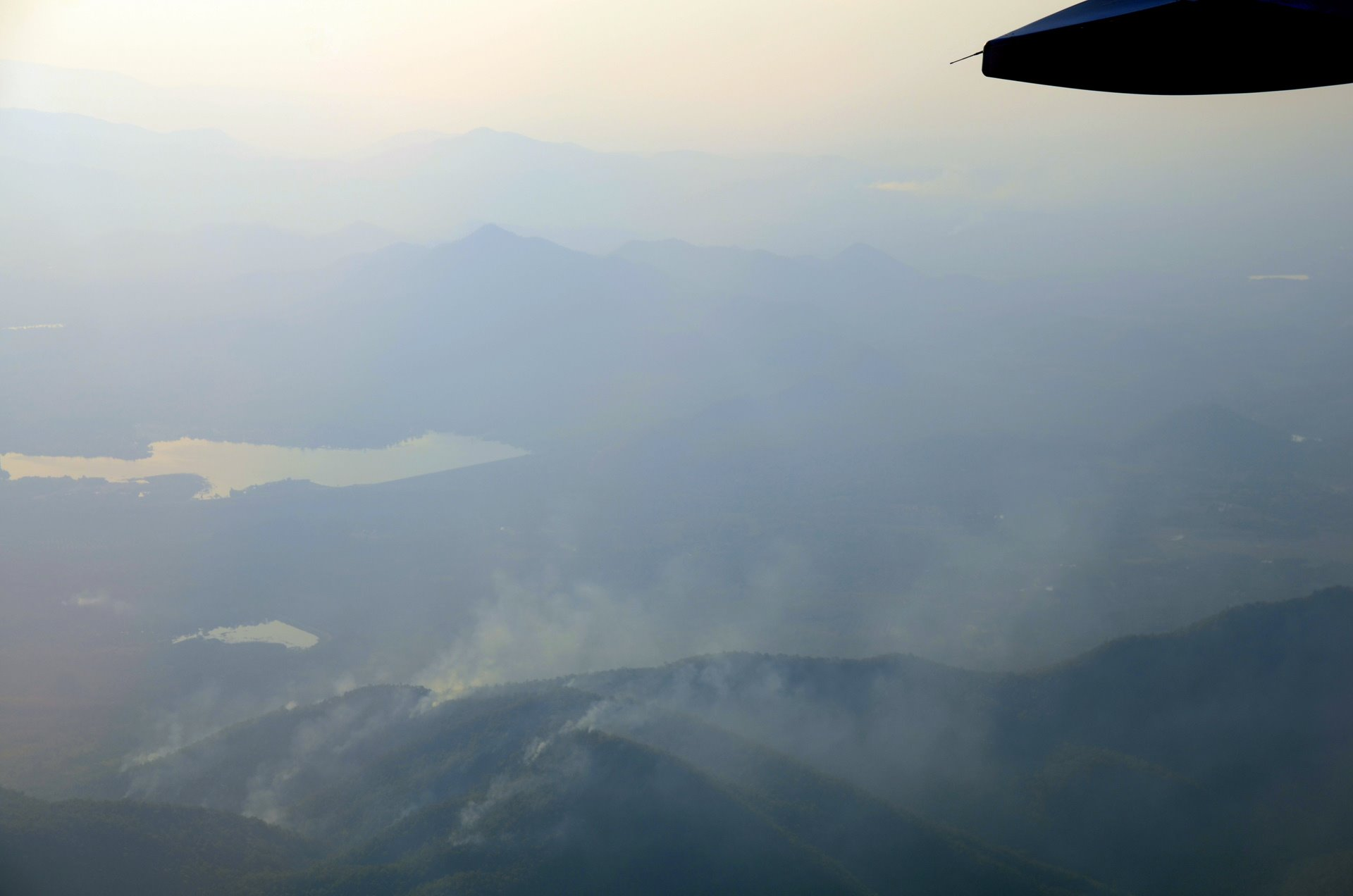
Vista aérea de los incendios intencionados anuales en las montañas de Khun Tan entre Lamphun y Lampang

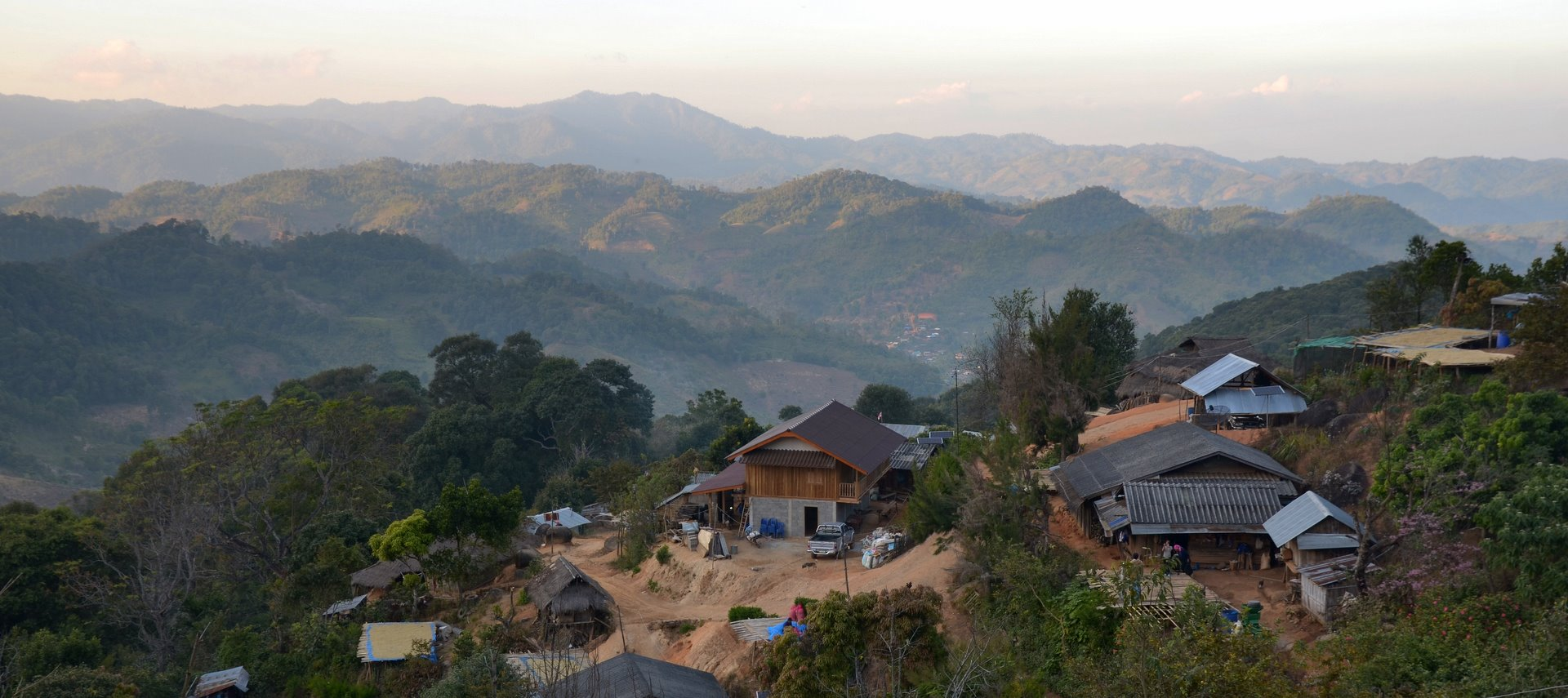
El pueblo de los Akha de Maejantai, que se encuentra en el corazón de la cordillera de Khun Tan

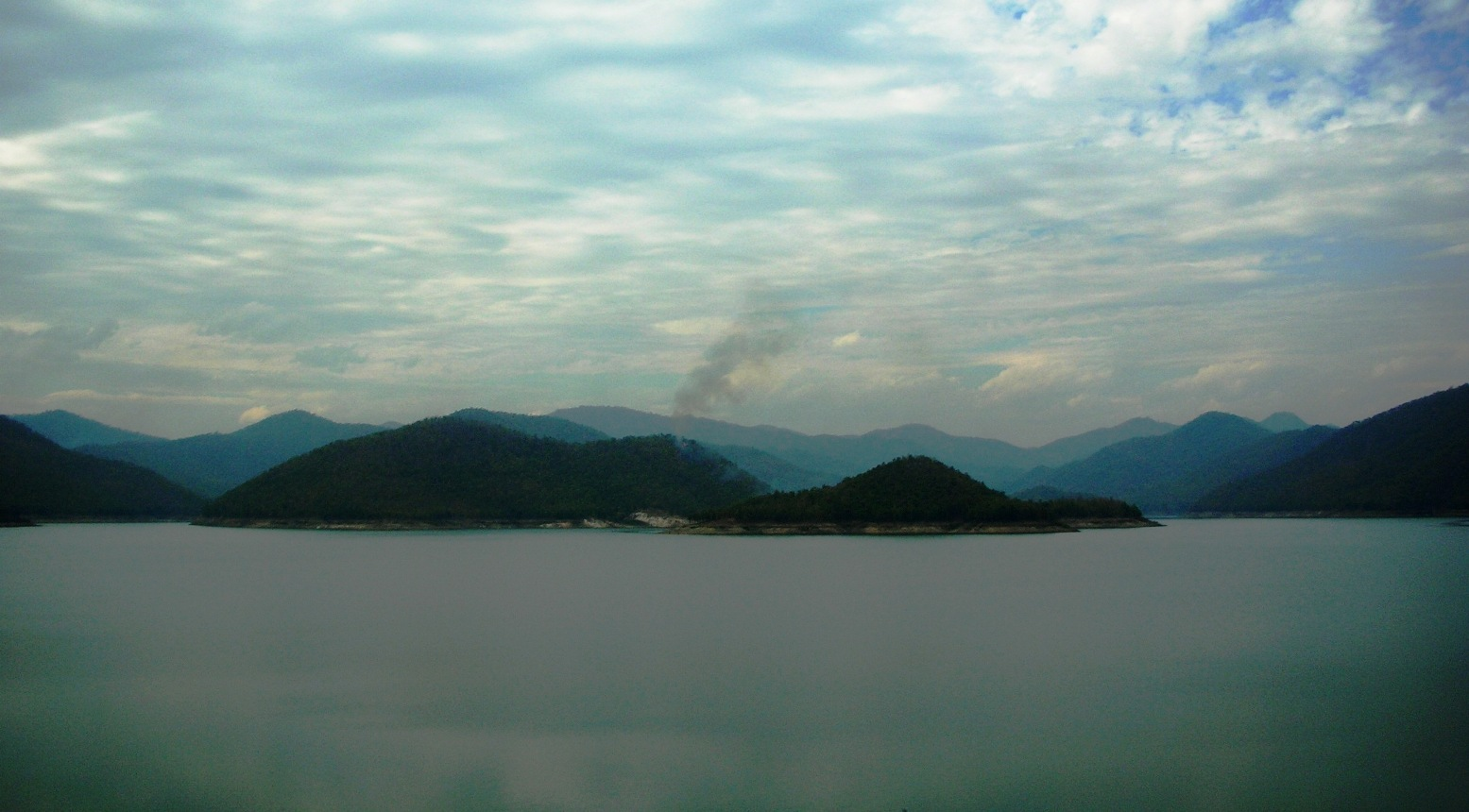
La reserva de Mae Kuang al nordeste de Chiang Mai con las montañas de Khun Tan de fondos y un incendio temporal

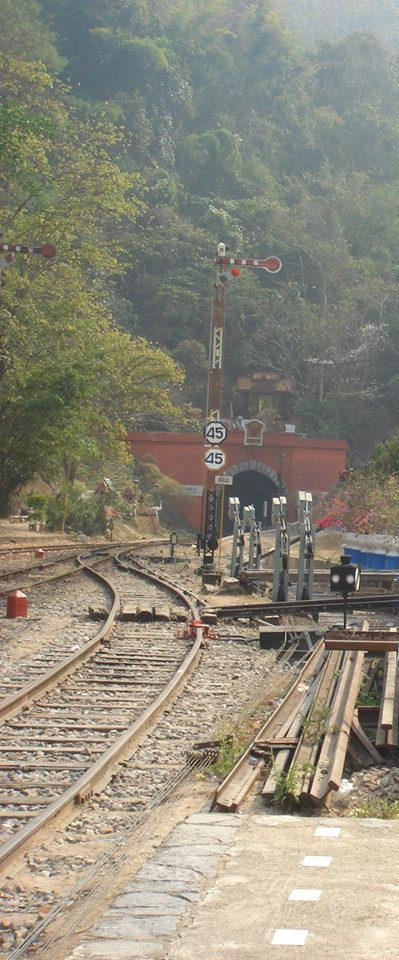
Entrada del túnel de Khun Tan. La neblina debido al humo de los incendios es habitual durante la época seca

La cordillera de Khun Tan empieza debajo del valle del río Kok, y de la banda sur de las montañas de Daen Lao, en el distrito de Fang. Se extienden verticalmente girando a medio camino en dirección nordeste/suroeste entre el río Ping y el río Wang, hasta el distrito de Doi Tao. Su pico más alto, el Doi Mae Tho (ดอยแม่โถ), tiene 2031 metros y también es conocido como Doi Langka Luang (ดอยลังกาหลวง). Otros picos son el Doi Pha Cho (ดอยผาจ้อ) de 2012 metros, el Doi Khun Tan (ดอยขุนตาน) de 1348 metros, el Doi Mon Lan de 1668 metros o el Doi Saket (ดอยสะเก็ด), de 1816 metros y también conocido como Doi Khun On (ดอยขุนออน).
Junto con la parte más oriental de la Cordillera de Phi Pan Nam, que queda al este, esta cordillera separa las cuencas sedimentarias y las mesetas de Chiang Mai y Chiang Ral. Las temperaturas oscilan entre la máxima, 33 °C en la estación cálida de febrero a julio y la mínima, de 2 °C durante la época fría, entre noviembre y enero. El año 1955 nevó en las zonas de la sierra de los distritos de Chai Prakan y Mae Suai, un fenómeno muy extraño por su latitud a pesar de la altitud.

## Historia
Históricamente, la cordillera de Khun Tan era una barrera natural formidable entre el Reino de Lanna y la Llanura Central de Siam.
El túnel de Khun Tan fue construido en 1907 a través de la parte meridional de la cordillera y contribuyó a aliviar las dificultades de comunicación entre Bangkok y Chiang Mai. Es el túnel ferroviario más largo del país y su construcción duró once años, al ser interrumpida por la detención de los ingenieros alemanes durante la Primera Guerra Mundial, cuando Siam, que había sido neutral hasta julio de 1917, declaró la guerra a las Potencias Centrales. La estación de Khun Tan, ubicada en la boca norte del túnel, es la estación más alta de Tailandia a 758 metros sobre el nivel del mar.
Hay ciertas comunidades de la tribu de los Hill que viven en las montañas de Khun Tan, como los Yao o los Akha, que tienen poblados en la parte montaña de la zona septentrional de la cordillera, al distrito de Phrao. Parte de esta gente son refugiados de las zonas problemáticas de Myanmar y algunas de estas comunidades reciben a menudo la visita de grupos organizados de turistas.

## Ecología
Las cotas más bajas están cubiertas con bosque frondoso tropical, mientras que en los cerros, el bosque perenne crece sobre los 800 m, así como en zonas estrechas de los valles.
Incendios extensivos son provocados deliberadamente por granjeros locales en los bosques de montaña de la cordillera de Khun Tan cada año entre febrero y abril hasta el final de la época seca. Uno de los objetivos de esta iniciativa radical en cierta medida es desencadenar el crecimiento de la seta Astraeus odoratus (เห็ดเผาะ; het pho) que tiene un precio elevado en el mercado tailandés. A menudo los especuladores contratan gente para provocar incendios para reclamar escrituras de tierras por las áreas que se han convertido en «bosque degradado».
A pesar de que los árboles grandes no quedan muy afectados, los incendios periódicos afectan negativamente la fauna de las áreas vastas de la cordillera. Estos incendios anuales son la causa principal de la intensa contaminación del aire al norte de Tailandia y contribuyen a las inundaciones del país al desnudar completamente el sotobosque de los árboles. El suelo seco del bosque hacen que los árboles tengan menos agua a extraer cuando llegan las lluvias.

### Fauna
De entre los pájaros, el Dicrurus leucophaeus, el Pericrocotus speciosus, el Culicicapa ceylonensis, el Enicurus leschenaulti, el Bubo ketupu, el Spilornis cheela, el Accipiter badius, el Sitta frontalis, el Silopogon asiaticus, el Psilopogon haemacephalus, el Chloropsis cochinchinensis, el Alcippe poioicephala y el Gallus gallus tienen que ser mencionados. La cordillera de Khun Tan también actúa de frontera natural para las especies del este al oeste de las montañas, como por ejemplo para el Saxicola caprata.

### Zonas protegidas
El parque nacional de Mae Ta Krai, que protege la fuente del río On (น้ำแม่ออน), afluente del río Ping, se encuentra en el distrito de Mae On. Otras zonas protegidas en la cordillera de Khun Tan son:
- Parque nacional de Doi Khun Tan Tan
- Parque nacional de Chae Son
- Parque nacional de Khun Chae
- Parque nacional de Si Lanna
- Parque nacional de Doi Wiang Pha

## Turismo
Las atracciones turísticas principales de la cordillera Khun Tan incluye cuevas, saltos de agua y fuentes termales. El Centro de Conservación de Elefantes de Tailandia se encuentra al pie de la zona sur de la sierra. Es un instituto que cuida a los elefantes desde 1993 bajo el mecenazgo de la Familia Real de Tailandia.
El distrito de Mae On, al este de Chiang Mai, es un destino popular para los escaladores que desean escalar los acantilados de caliza de la zona que reciben el apodo de «Contrafuertes del caballo loco» en la zona.